# Scytodes skuki
Scytodes skuki är en spindelart som beskrevs av Cristina A. Rheims och Antonio D. Brescovit 200. Scytodes skuki ingår i släktet Scytodes och familjen spottspindlar. Inga underarter finns listade i Catalogue of Life.